# Hymenolepioza

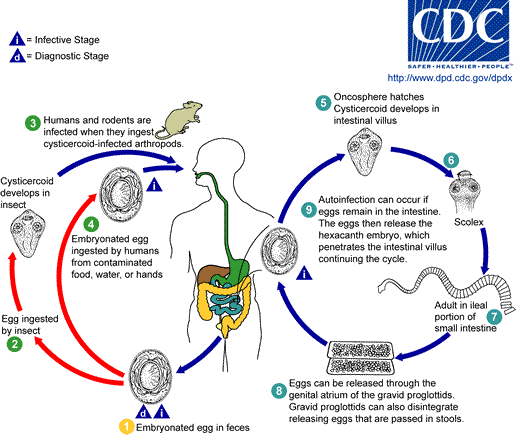
Cykl życiowy tasiemca karłowatego

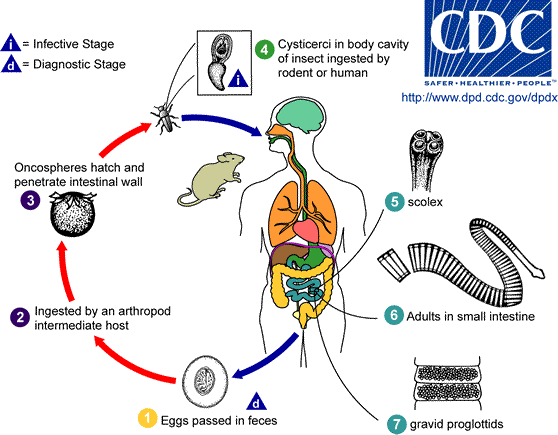
Cykl życiowy tasiemca szczurzego

Hymenolepioza (łac. hymenolepiosis, ang. hymenolepiasis), hymenolepidoza – pasożytnicza choroba odzwierzęca przewodu pokarmowego wywoływana przez tasiemca karłowatego (Hymenolepis nana) lub tasiemca szczurzego (H. diminuta). Jest najczęstszą spotykaną na świecie chorobą człowieka wywoływaną przez tasiemca.

## Epidemiologia
Hymenolepioza jest najczęstszą na świecie tasiemczycą. Hymenolepis nana jest częstszym gatunkiem niż Hymenolepis diminuta, ale zarażenia obu gatunkami notowano na całym świecie. W Polsce występuje rzadko, przede wszystkim u dzieci.

## Objawy kliniczne i przebieg
Większość infestacji Hymenolepis nana i H. diminuta przebiega bezobjawowo. W ciężkich zarażeniach tasiemiec doprowadza do uszkodzenia kosmków jelita cienkiego, objawiając się utratą łaknienia, spadkiem masy ciała, wymiotami, bólami brzucha, biegunkami, niepokojem ruchowym, drgawkami, zaburzeniami snu. Objawy są najbardziej nasilone u dzieci, zwłaszcza małych i niedożywionych. U dzieci starszych stwierdza się nierzadko okresowe remisje choroby lub samowyleczenia. U osób dorosłych objawy kliniczne, o ile wystąpią, zazwyczaj są skąpe.

## Rozpoznanie

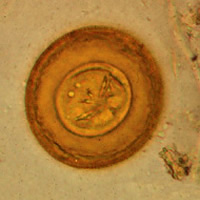
Jajo Hymenolepis diminuta

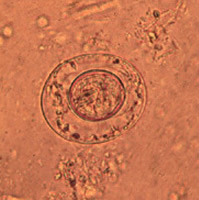
Jajo Hymenolepis nana

Rozpoznanie hymenolepiozy stawiane jest na podstawie badania koproskopowego - stwierdzenia w kale charakterystycznych jaj tasiemca. Jaja Hymenolepis są stosunkowo delikatne i w wyniku działania glicerolu mogą się szybko rozpadać, uniemożliwiając stwierdzenie jaj w rozmazie kału. W uformowanym kale nie stwierdza się proglotydów pasożyta, ponieważ te rozpadają się jeszcze w jelicie cienkim.
Jaja H. diminuta są okrągłe lub owalne, wielkości 70-86 na 60-80 µm, mają prążkowaną błoną zewnętrzną oraz cienką gładką błoną wewnętrzną. Przestrzeń między tymi błonami jest gładka lub słabo ziarnista. Onkosfera ma sześć haczyków. Jaja H. nana są mniejsze niż H. diminuta, owalne, wielkości 30-55 µm. Na wewnętrznej błonie występują dwa bieguny, z których wychodzą filamenty, biegnące między błonami w liczbie 4 do 8. Onkosfera ma sześć haczyków.

## Leczenie
Lekiem z wyboru w leczeniu hymenolepiozy jest prazykwantel. Podawana jednorazowa dawka leku wynosi 25 mg na kg masy ciała. Niekiedy (w przypadku masywnych infestacji) może być konieczne powtórzenie dawki po kilku tygodniach. Skuteczny może być albendazol i niklozamid. Kryterium wyleczenia jest trzykrotny ujemny wynik badania koproskopowego (w 3., 4. i 5. tygodniu od zakończenia leczenia). Zalecane jest zbadanie osób z otoczenia zarażonego pacjenta.